# 한국조사연구학회
사단법인 한국조사연구학회(The Korean Association for Survey Research, KASR)는 조사연구에 관한 학문연구와 발전을 목적으로 1999년 11월 13일에 설립된 학술단체이다. 사무실은 서울특별시 종로구 인왕산로1길 25 한국사회과학자료원 5층에 있다. 연구발표회 개최, 조사연구 학술지의 간행, 국내외 학회와의 교류 및 공동학술회의 개최 등을 활동하고 있다. 학술지 《조사연구》를 발간하고 있다.

## 주요 사업
- 연 2회의 춘·추계 학술논문발표회의 개최
- 《조사연구》지의 간행
- 외국 조사연구학회와의 교류 및 공동 학술회의 개최
- 회원들간의 정보교류를 위한 학회소식지 연 2회 발간
- 조사연구의 이론개발 및 보급/응용을 위한 제반 학술활동

## 역대 회장
| 대수    | 성명   | 소속               | 재직 기간     |
| ------- | ------ | ------------------ | ------------- |
| 제1~2대 | 홍두승 | 서울대학교         | 1999년~2001년 |
| 제3대   | 박용치 | 서울시립대학교     | 2002년        |
| 제4대   | 이계오 | 한국갤럽           | 2003년        |
| 제5대   | 이건   | 서울시립대학교     | 2004년        |
| 제6대   | 이해용 | 성신여자대학교     | 2005년        |
| 제7대   | 이승욱 | 서울대학교         | 2006년        |
| 제8대   | 류제복 | 청주대학교         | 2007년~2008년 |
| 제9대   | 이기종 | 국민대학교         | 2009년~2010년 |
| 제10대  | 조성겸 | 충남대학교         | 2011년~2012년 |
| 제11대  | 김영원 | 숙명여자대학교     | 2013년~2014년 |
| 제12대  | 김청택 | 서울대학교         | 2015년~2016년 |
| 제13대  | 김병조 | 국방대학교         | 2017년~2018년 |
| 제14대  | 변종석 | 한신대학교         | 2019년~2020년 |
| 제15대  | 설동훈 | 전북대학교         | 2021년~2022년 |
| 제16대  | 이기재 | 한국방송통신대학교 | 2023년        |
| 제17대  | 서우석 | 서울시립대학교     | 2024년        |
| 제18대  | 박인호 | 부경대학교         | 현재          |

## 임원진
- 회장
- 부회장
- 총무이사
- 학술이사
- 기획이사
- 사업이사
- 홍보이사
- 정보이사
- 교육이사
- 연구이사
- 국제협력이사
- 산학협력이사
- 이사
- 감사
- 사무국장
- 전임회장단

### 위원회
- 편집위원회
- 조사윤리위원회
- 학술논문상 위원회
- 운영위원회

## 학술지
- 《조사연구》[1]